# ウアナルポマチョ
ウアナルポマチョ（英語: Huanarpo macho）は、オレンジ色の花を咲かせるトウダイグサ科の中規模低木種。ヤトロファ・マクランサ（英語: Jatropha macrantha）としても知られるペルー原産の植物である。ペルーでは、催淫剤としてブラジルにおけるムイラプアマのような人気がある。
ウアナルポマチョには、カテキン、カテキン-7-O-グルコシド、プロシアニジンB3が含まれている。
日本においては、栄養ドリンクの原材料として知られている。